# いざ鎌倉
いざ鎌倉（いざかまくら）は、日本の歴史においての言葉。

## 概要
鎌倉時代の日本においては、大事件が起こったならば諸国の武士というのは鎌倉に参るということになっており、このことを意味する言葉である。鎌倉時代の日本では交通網が整備や充実されていき、鎌倉と各地を結ぶ幹線道路というのは鎌倉街道と呼ばれ、事があったときにはこの鎌倉街道を通っていざ鎌倉と参って行っていたのである。

### 由来
鎌倉時代のある大雪の夕暮れに旅の僧が一夜の宿をもとめた家というのは貧しくて、暖を取る薪が無くなれば主人は大切にしていた鉢の木を折って火にくべるという状態であった。この貧しい家の主人は佐野源左衛門であった。この時の佐野源左衛門は、一族が所領を騙し取られたために零落していたが、武具と馬は残していた。それは自らは武士の子で、大事の際はいの一番に馳せ参じて命がけで奉公をするためであった。それから後に佐野源左衛門に一大事の報が入ったために一目散に鎌倉に駆けつけた目の前に現れたのは、あの日の旅の僧であり、あの僧は実は北条時頼であった。それからの佐野源左衛門には36か郷が返り、鉢の木にちなんだ名の所領が与えられた。これがいざ鎌倉の由来である。